# Dakis Joannou
Dakis Joannou (Leonidas Ioannou ; grec moderne : Δάκης Ιωάννου), né le 30 décembre 1939, est un industriel et collectionneur d'art chypriote grec.  
Il est considéré comme l'un des principaux collectionneurs d'art contemporain au monde et est célèbre pour des acquisitions telles que le yacht conçu par Jeff Koons, le Guilty. 

## Jeunesse et éducation
Dakis Joannou naît à Nicosie à Chypre. Fils de l'industriel Stelios Joannou, cofondateur de l'entreprise Joannou Paraskevaides, Joannou est diplômé de l'Athens College en 1958 après avoir déménagé en Grèce. En 1962, il poursuit ses études aux États-Unis, obtenant son baccalauréat en génie civil de l'Université Cornell. En 1964, il termine sa maîtrise à l'Université Columbia et en 1967, son doctorat en architecture à l'Université La Sapienza de Rome, en Italie.

## Collection d'art
Joannou est un grand collectionneur d'art contemporain et est le fondateur de la Fondation DESTE pour l'art contemporain, créée en 1983. Il siège actuellement aux conseils de plusieurs musées du monde entier et a été continuellement sur la liste Power 100 d'ArtReview depuis sa création - en 2004, il a été classé premier collectionneur au monde. Parallèlement à sa vaste collection de beaux-arts, l'intérêt de Joannou pour les meubles de la période du design radical italien de la fin des années 1960 et 1970. Cette collection est devenue ce que l'on appelle la Furniture Collection de 1968 et a fait l'objet d'un livre créé en collaboration avec l'artiste Maurizio Cattelan et le photographe Pierpaolo Ferrari. 
Au fil du temps, la collection Dakis Joannou s'est composée d'œuvres de divers artistes établis et émergents, notamment Paweł Althamer, Janine Antoni, Matthew Barney, Ashley Bickerton, Maurizio Cattelan, Paul Chan, Roberto Cuoghi, Marcel Duchamp, Haris Epaminonda, Urs Fischer, Robert Gober, Peter Halley, Jeff Koons, Elad Lassry, Mike Kelley, Joseph Kosuth, Mark Manders, Paul McCarthy, Tim Noble et Sue Webster, Chris Ofili, Charles Ray, Josh Smith, Kiki Smith, Christiana Soulou, Haim Steinbach, Kaari Upson, Andra Ursuta, Kara Walker, Andy Warhol, Andro Wekua, Christopher Wool et Jakub Julian Ziolkowski,,,,.

## Yacht leGuilty
Dakis Joannou est propriétaire du yacht le Guilty, qui a été conçu par Ivana Porfiri. L'habillage extérieur du yacht a été imaginé par l'artiste contemporain Jeff Koons et est inspiré par le camouflage naval emblématique de la Première Guerre mondiale connu sous le nom de camouflage Dazzle, composé avec des motifs géométriques audacieux aux couleurs contrastées.